# Центар за културу Стара Пазова
Центар за културу Стара Пазова је установа културе основана 1960. године са циљем промовисања и дистрибуције уметности и културе у оквиру општине Стара Пазова, кроз различите врсте културних манифестација, професионалног и аматерског типа, радионица, обука са идејом о развоју стваралачког потенцијала и креативности код становника Старе Пазове.

## Историјат
Народни одбор општине Стара Пазова 26. 12. 1960. године оснива Раднички универзитет Стара Пазова, са идејом да побољша дистрибуцију културних добара и стваралашта у Старој Пазови и задовољи потребу грађана у области културе, уметности и образовања. Раднички универзитет као такав функционише до 30.06.1994. године, када Општинско веће формира Јавну установу Центар за културу Стара Пазова, као правног наследника Радничког универзитета.
У оквиру Цетнта за културу данас постоји разнолик културни програм.
- Галерије
- Позориште
- Филм
- Концертни програм
- Радионице и обуке за младе

## Галерија
Простор ЦЗК Стара Пазова нуди више галеријских изложбених простора, организујући различите ликовне догађаје, смотре и изложбе, у Галерији ЦЗКа, у холу Цетра, као и у галерији Мира Бртка. Подржавајући и промовишући тиме ствараоце УЛУСП, ствараце са локала, као и уметнике из целе Србије и региона.
Такође галерија на сајту ЦЗК Стара Пазова има оптимизирану виртуелну 360 галерију где љубитељи уметности из целог света могу виртуелно покледати различите изложбе као и сталну поставку галерије Мира Бртка
Неки од излагача и уметника су:
- Ивана Костић
- Миленко Хаџић
- Драгана Олуић
- Александар Радосављевић
- Ања Арамбашић
- Ивана Косановић
- Јан Ступавски
- Јован Ракиџић
- Горан Арсенијевић Гарсија
- Борислав Протич
- Драгана Бојић и други

## Позориште
При ЦЗК Стара Пазова постоји активна позоришна сцена где се на великој и малој сцени центра организује разнолик позоришни програм, хуманитарне представе као и позоришни фестиван Пазовачки Позоришни Дани.
Неке од представа на овој сцени биле су:
- Шта ћемо сад?- режија Ерол Кадић
- Ноћ у кући господина Колака - режија Ирфан Менсур
- Ковачи - режија Александар Бако
- Успомена на Милену Дравић - режија Тамара Петровић
- Путујуће позориште Шопаловић - режија Александар Бако
- Госпођа министарка - режија Слободан Ћустић